# Теорема о свободе воли
Теорема о свободе воли Джона Х. Конвея и Саймона Б. Коушена утверждает, что если у нас есть свобода воли в том смысле, что наш выбор не является функцией прошлого, то с учётом некоторых допущений, она есть и у некоторых элементарных частиц. Статья Конвея и Коушена была опубликована в журнале «Основы физики» в 2006 году. В 2009 году они опубликовали более сильную версию теоремы в Notices of the AMS. Позже, в 2017 году, Коушен проработал ещё некоторые детали.

## Аксиома
Доказательство теоремы в первоначальной формулировке опирается на три аксиомы, которые Конвей и Коушен называют «fin» (сокращение, для рифмы с остальными аксиомами, от англ. finite), «спин» (англ. spin) и «близнец» (англ. twin). Аксиома спина и близнеца могут быть проверены экспериментально.
1. Fin: максимальная скорость распространения информации конечна (но вовсе не обязательно равна скорости света). Это предположение основывается на причинности.
2. Спин: квадрат спинового компонента некоторых элементарных частиц первого спина, взятый в трех ортогональных направлениях, будет перестановкой (1,1,0).
3. Близнец: можно «запутать» две элементарные частицы и разделить их на значительное расстояние, чтобы они имели одинаковые квадратные результаты вращения при измерении в параллельных направлениях. Это является следствием квантовой запутанности, но полная запутанность не обязательна для сохранения этой аксиомы (запутанность достаточна, но не обязательна).

В их более поздней статье 2009 года «Сильная теорема о свободе воли» Конвей и Коушен заменяют аксиому «fin» на более слабую, называемую «min», что усиливает теорему. Min утверждает только то, что два экспериментатора, разделенные в пространстве, могут выбирать измерения независимо друг от друга. В частности, не постулируется, что скорость передачи "всей" информации ограничивается максимальным пределом, а зависит только от конкретной информации о вариантах измерений. В 2017 году Коушен утверждал, что «min» можно заменить на «lin» — экспериментально проверяемую ковариантность Лоренца.

## Теорема
Теорема о свободе воли гласит:
С учетом аксиом, если два рассматриваемых экспериментатора могут свободно выбирать, какие измерения проводить, то результаты измерений не могут быть определены ничем до эксперимента.
Поскольку теорема применима к любой произвольной физической теории, согласующейся с этими аксиомами, было бы невозможно даже поместить информацию в прошлое вселенной специальным образом. Аргумент исходит из теоремы Коушена — Спекера, которая показывает, что результат любого отдельного измерения спина не был зафиксирован независимо от выбора измерений. Как заявили Катор и Лэндсман в отношении теорий скрытых переменных: "Было сходное противоречие между идеей о том, что скрытые переменные (в соответствующем причинном прошлом) должны, с одной стороны, включать всю онтологическую информацию, относящуюся к эксперименту, но, с другой стороны, должны оставлять экспериментаторам свободу выбора любых настроек."
Доказательство теоремы основывается на парадоксе Коушена — Спекера, выдвинутом за 40 лет до этого. Парадокс показывал, что существует противоречие между классическими представлениями и квантовой теорией — нарушение запрета некоммутирующих операторов имеет определённые численные значения одновременно, а это приводит к элементарным алгебраическим противоречиям.
Следствие теоремы
Если физики-экспериментаторы действительно обладают свободой воли, то поведение элементарных частиц, изучаемых ими, непредсказуемо.